# Olympische Sommerspiele 2016/Leichtathletik – 400 m (Männer)

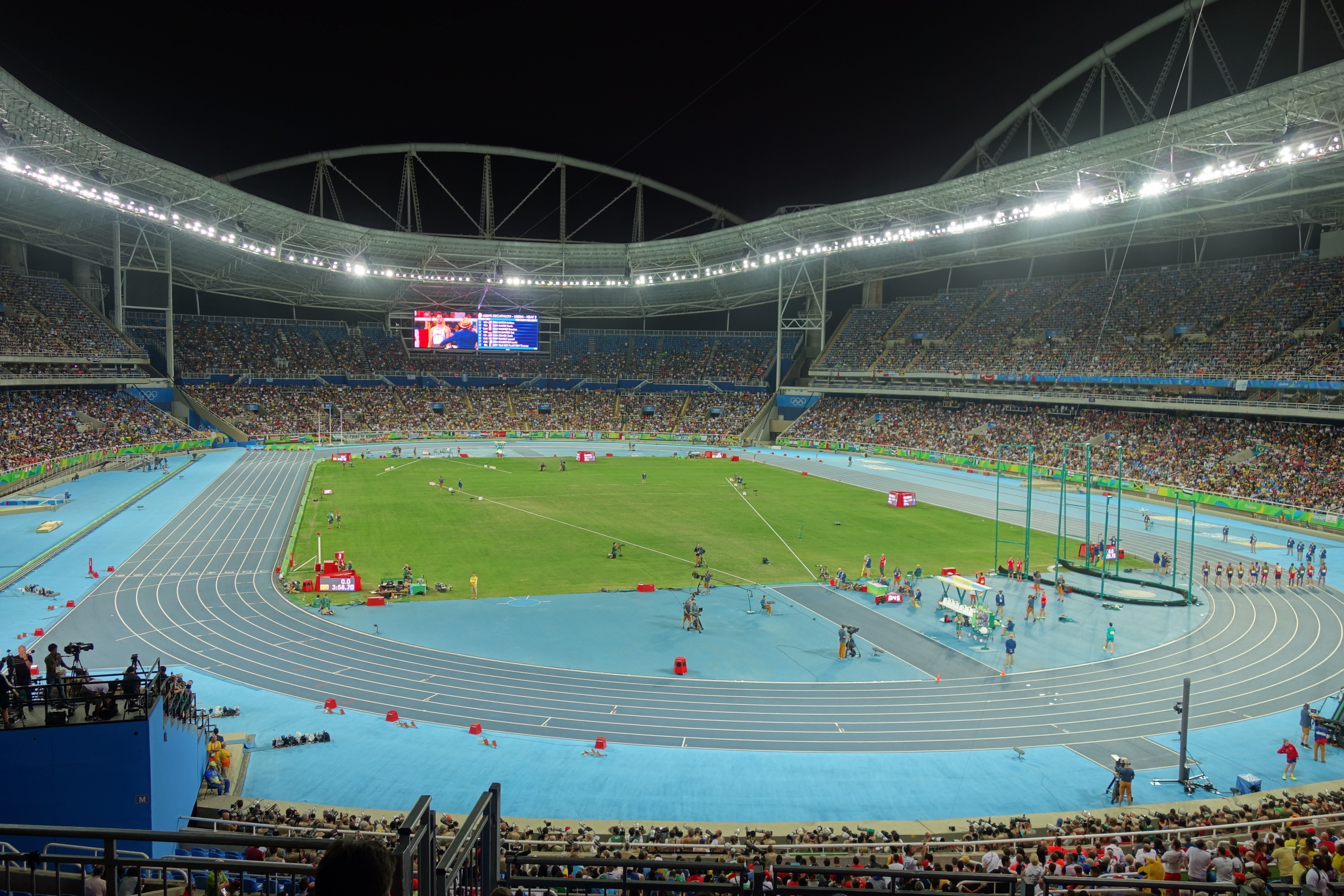
Innenraum des Estádio Olímpico João Havelange während der Spiele von Rio

Der 400-Meter-Lauf der Männer bei den Olympischen Spielen 2016 in Rio de Janeiro wurde am 12., 13. und 14. August 2016 im Estádio Olímpico João Havelange ausgetragen. 53 Athleten nahmen teil.
Olympiasieger wurde der Südafrikaner Wayde van Niekerk, der in 43,03 s einen neuen Weltrekord aufstellte. Silber gewann Kirani James aus Grenada, Bronze ging an den US-Amerikaner LaShawn Merritt.
Athleten aus Deutschland, der Schweiz, Österreich und Liechtenstein nahmen nicht teil.
In diesem Wettbewerb startete der Südsudanese James Chiengjiek unter der olympischen Flagge und dem Kürzel ROT (Refugee Olympic Team) als Sportler, der aus seinem Heimatland geflohen war.

## Aktuelle Titelträger
| Olympiasieger                         | Kirani James ( Grenada)               | 43,94 s | London 2012    |
| Weltmeister                           | Wayde van Niekerk ( Südafrika)        | 43,48 s | Peking 2015    |
| Europameister                         | Martyn Rooney ( Großbritannien)       | 45,29 s | Amsterdam 2016 |
| Nord-/Zentralamerika-/Karibik-Meister | Lalonde Gordon ( Trinidad und Tobago) | 44,89 s | San José 2015  |
| Südamerika-Meister                    | Alberth Bravo ( Venezuela)            | 45,26 s | Lima 2015      |
| Asienmeister                          | Abdalelah Haroun ( Katar)             | 44,68 s | Wuhan 2015     |
| Afrikameister                         | Baboloki Thebe ( Botswana)            | 44,69 s | Durban 2016    |
| Ozeanienmeister                       | Uluiyata Batinisavu ( Fidschi)        | 48,22 s | Cairns 2015    |

## Rekorde

### Bestehende Rekorde
| Weltrekord         | Michael Johnson ( USA) | 43,18 s | Sevilla, Spanien       | 26. August 1999 |
| Olympischer Rekord | Michael Johnson ( USA) | 43,49 s | Finale OS Atlanta, USA | 29. Juli 1996   |

### Rekordverbesserungen
Es gab einen neuen Welt- und damit auch Olympiarekord. Darüber hinaus wurden vier neue Landesrekorde aufgestellt.
- Weltrekord:
  - 43,03 s – Wayde van Niekerk (Südafrika), Finale am 14. August
- Landesrekorde:
  - 45,07 s – Luka Janežič (Slowenien), zweites Halbfinale am 13. August
  - 44,49 s – Ali Khamis Khamis (Bahrain), drittes Halbfinale am 13. August
  - 44,36 s – Ali Khamis Khamis (Bahrain), Finale am 14. August
  - 43,01 s – Machel Cedenio (Südafrika), Finale am 14. August

Anmerkung:
Alle Zeitangaben sind auf die Ortszeit Rio (UTC-3) bezogen.

## Vorrunde
Die Athleten traten zu insgesamt sieben Vorläufen an. Für das Halbfinale qualifizierten sich pro Lauf die ersten drei Athleten (hellblau unterlegt). Darüber hinaus kamen die drei Zeitschnellsten, die sogenannten Lucky Loser (hellgrün unterlegt), weiter.

### Vorlauf 1

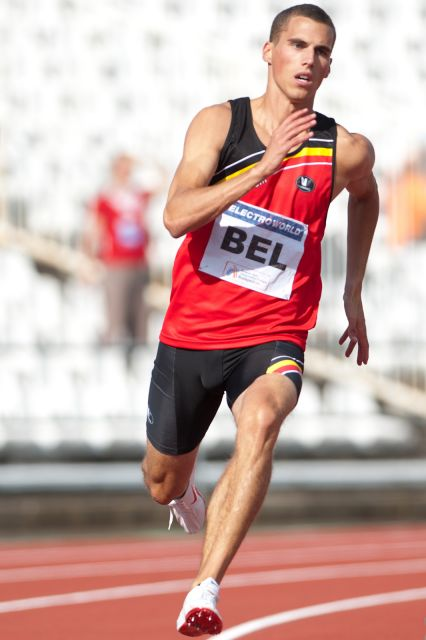
Kevin Borlée – ausgeschieden als Fünfter des ersten Vorlaufs

12. August 2016, 21.05 Uhr
| Platz | Name                   | Nation              | Zeit    |
| ----- | ---------------------- | ------------------- | ------- |
| 1     | Machel Cedenio         | Trinidad und Tobago | 44,98 s |
| 2     | Gil Roberts            | USA                 | 45,27 s |
| 3     | Yoandys Lescay         | Kuba                | 45,36 s |
| 4     | Fitzroy Dunkley        | Jamaika             | 45,66 s |
| 5     | Kevin Borlée           | Belgien             | 45,90 s |
| 6     | Alberth Bravo          | Venezuela           | 46,15 s |
| 7     | Alexander Sampao       | Kenia               | 46,62 s |
| 8     | Djibo Idrissa Ousseini | Niger               | 50,06 s |

### Vorlauf 2

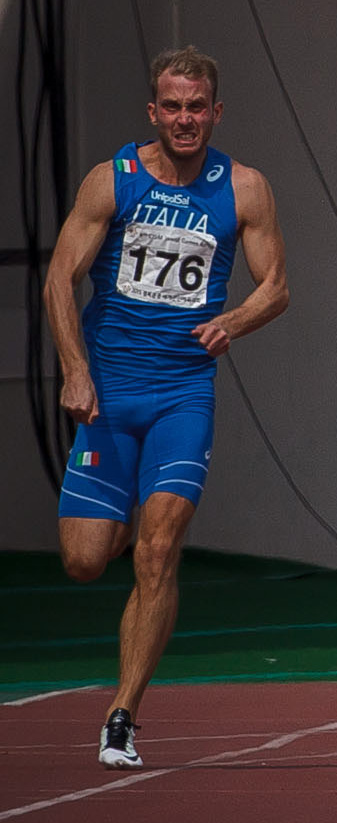
Matteo Galvan – ausgeschieden als Vierter des zweiten Vorlaufs

12. August 2016, 21.13 Uhr
| Platz | Name           | Nation     | Zeit    | Anmerkung                                              |
| ----- | -------------- | ---------- | ------- | ------------------------------------------------------ |
| 1     | Bralon Taplin  | Grenada    | 45,15 s |                                                        |
| 2     | Nery Brenes    | Costa Rica | 45,53 s |                                                        |
| 3     | Karabo Sibanda | Botswana   | 45,56 s |                                                        |
| 4     | Matteo Galvan  | Italien    | 46,07 s |                                                        |
| 5     | Raymond Kibet  | Kenia      | 46,15 s |                                                        |
| 6     | Mehboob Ali    | Pakistan   | 48,37 s |                                                        |
| 7     | Bachir Mahamat | Tschad     | 48,59 s |                                                        |
| DSQ   | Anas Beshr     | Ägypten    |         | Weltleichtathletikverband Regel 163.3 – Bahnübertreten |

### Vorlauf 3

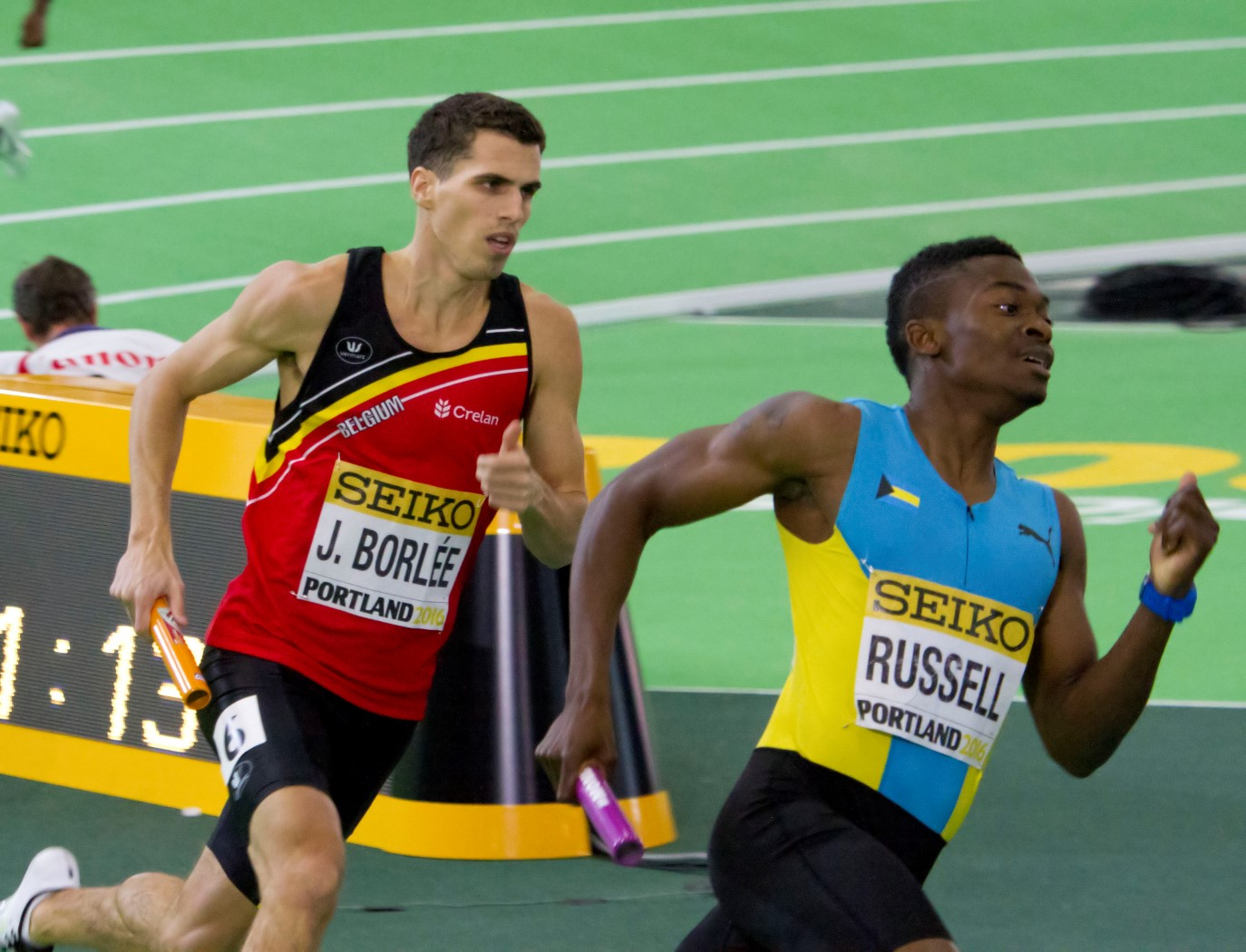
Dritter Vorlauf; Jonathan Borlée (links) – ausgeschieden als Vierter /
Alonzo Russell – disqualifiziert

12. August 2016, 21.21 Uhr
| Platz | Name                     | Nation                         | Zeit    | Anmerkung                                              |
| ----- | ------------------------ | ------------------------------ | ------- | ------------------------------------------------------ |
| 1     | Wayde van Niekerk        | Südafrika                      | 45,26 s |                                                        |
| 2     | Luguelin Santos          | Dominikanische Republik        | 45,61 s |                                                        |
| 3     | Javon Francis            | Jamaika                        | 45,88 s |                                                        |
| 4     | Jonathan Borlée          | Belgien                        | 46,01 s |                                                        |
| 5     | Alphas Kishoyian         | Kenia                          | 46,74 s |                                                        |
| 6     | Brandon Valentine-Parris | St. Vincent und die Grenadinen | 47,62 s |                                                        |
| DSQ   | Alonzo Russell           | Bahamas                        |         | Weltleichtathletikverband Regel 163.3 – Bahnübertreten |

### Vorlauf 4

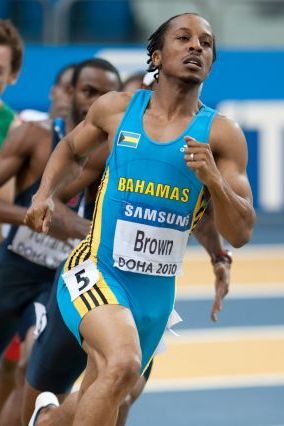
Chris Brown – ausgeschieden als Vierter des vierten Vorlaufs
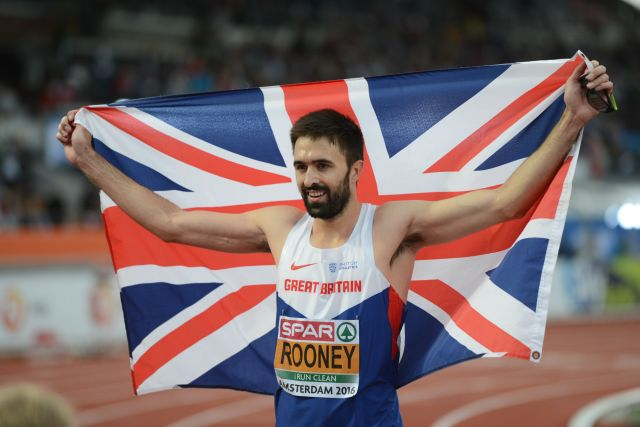
Martyn Rooney – ausgeschieden als Fünfter des vierten Vorlaufs
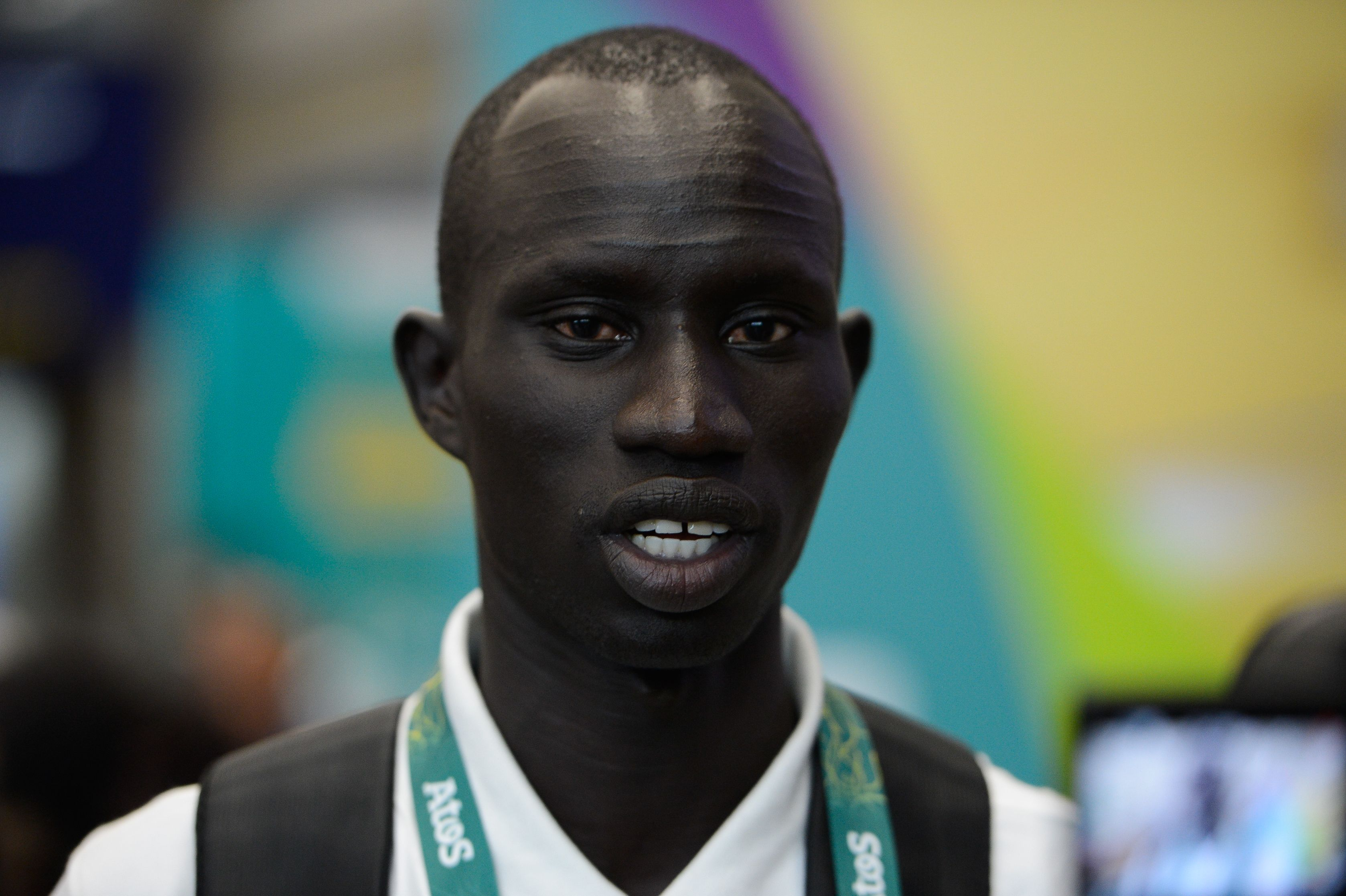
James Chiengjiek – ausgeschieden als Achter des vierten Vorlaufs

12. August 2016, 21.29 Uhr
| Platz | Name             | Nation                  | Zeit    | Anmerkung               |
| ----- | ---------------- | ----------------------- | ------- | ----------------------- |
| 1     | Lalonde Gordon   | Trinidad und Tobago     | 45,24 s |                         |
| 2     | Luka Janežič     | Slowenien               | 45,33 s |                         |
| 3     | Baboloki Thebe   | Botswana                | 45,41 s |                         |
| 4     | Chris Brown      | Bahamas                 | 45,56 s |                         |
| 5     | Martyn Rooney    | Großbritannien          | 45,60 s |                         |
| 6     | Julian Walsh     | Japan                   | 46,37 s |                         |
| 7     | Gustavo Cuesta   | Dominikanische Republik | 46,92 s |                         |
| 8     | James Chiengjiek | Refugee Olympic Team    | 52,89 s | Herkunftsland: Südsudan |

### Vorlauf 5

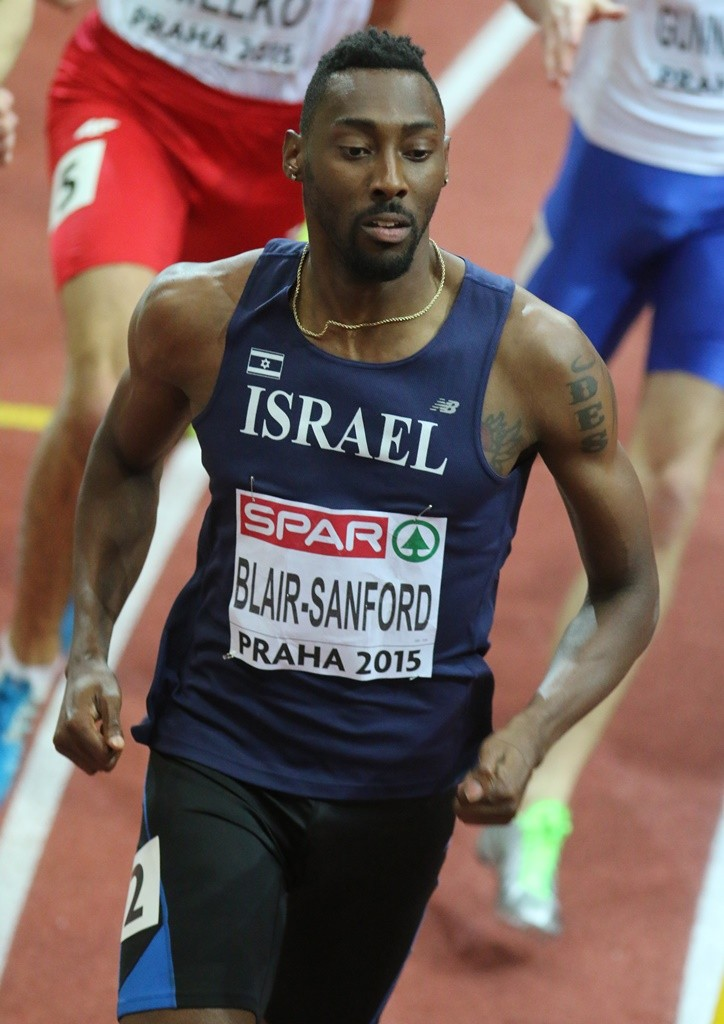
Donald Sanford – ausgeschieden als Fünfter des fünften Vorlaufs
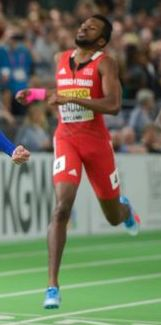
Deon Lendore – ausgeschieden als Sechster des fünften Vorlaufs
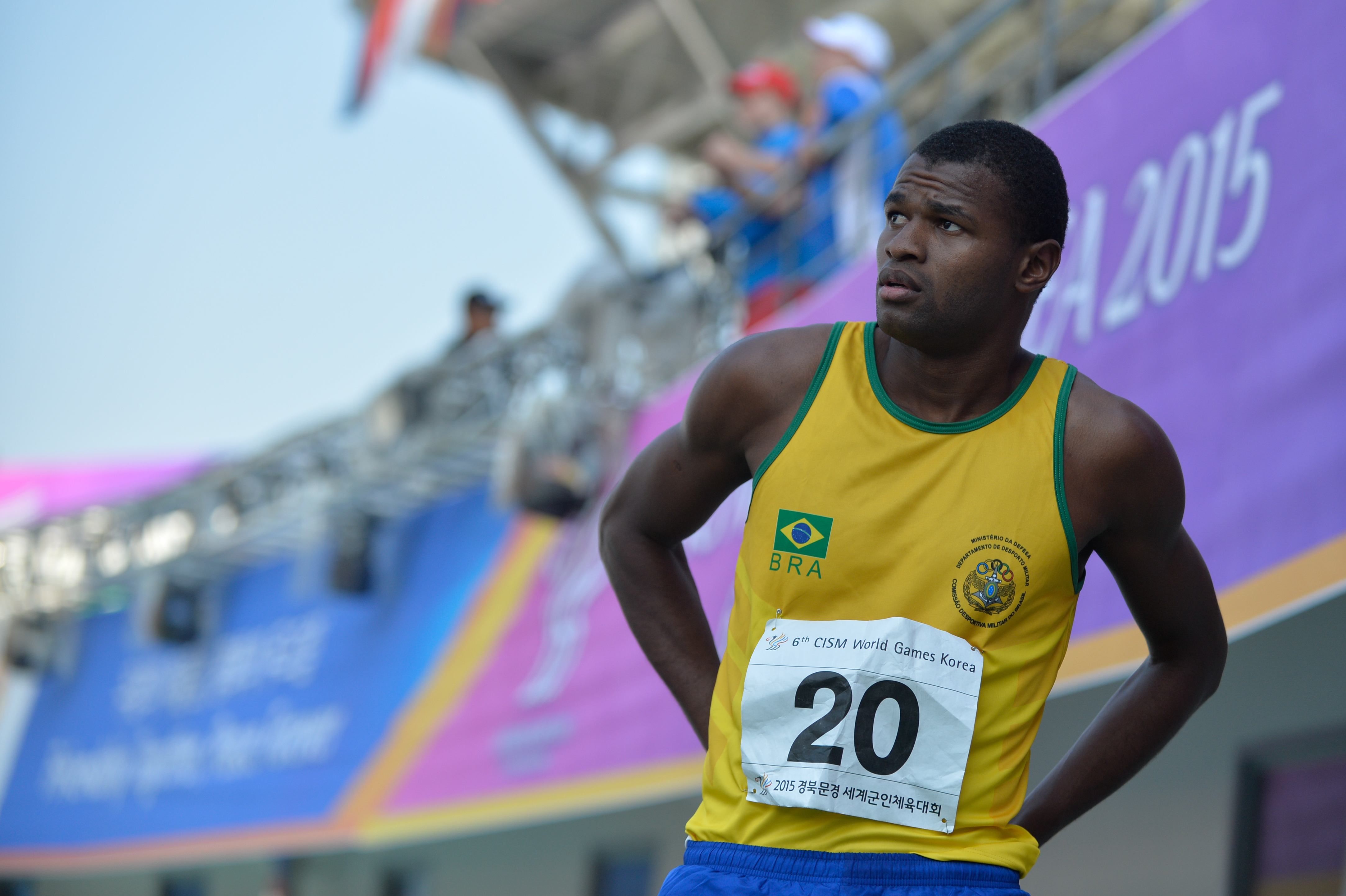
Hederson Estefani – ausgeschieden als Siebter des fünften Vorlaufs

12. August 2016, 21.37 Uhr
| Platz | Name              | Nation              | Zeit    |
| ----- | ----------------- | ------------------- | ------- |
| 1     | LaShawn Merritt   | USA                 | 45,28 s |
| 2     | Abdalelah Haroun  | Katar               | 45,76 s |
| 3     | Isaac Makwala     | Botswana            | 45,91 s |
| 4     | Witalij Butrym    | Ukraine             | 45,92 s |
| 5     | Donald Sanford    | Israel              | 46,06 s |
| 6     | Deon Lendore      | Trinidad und Tobago | 46,15 s |
| 7     | Hederson Estefani | Brasilien           | 46,68 s |

### Vorlauf 6

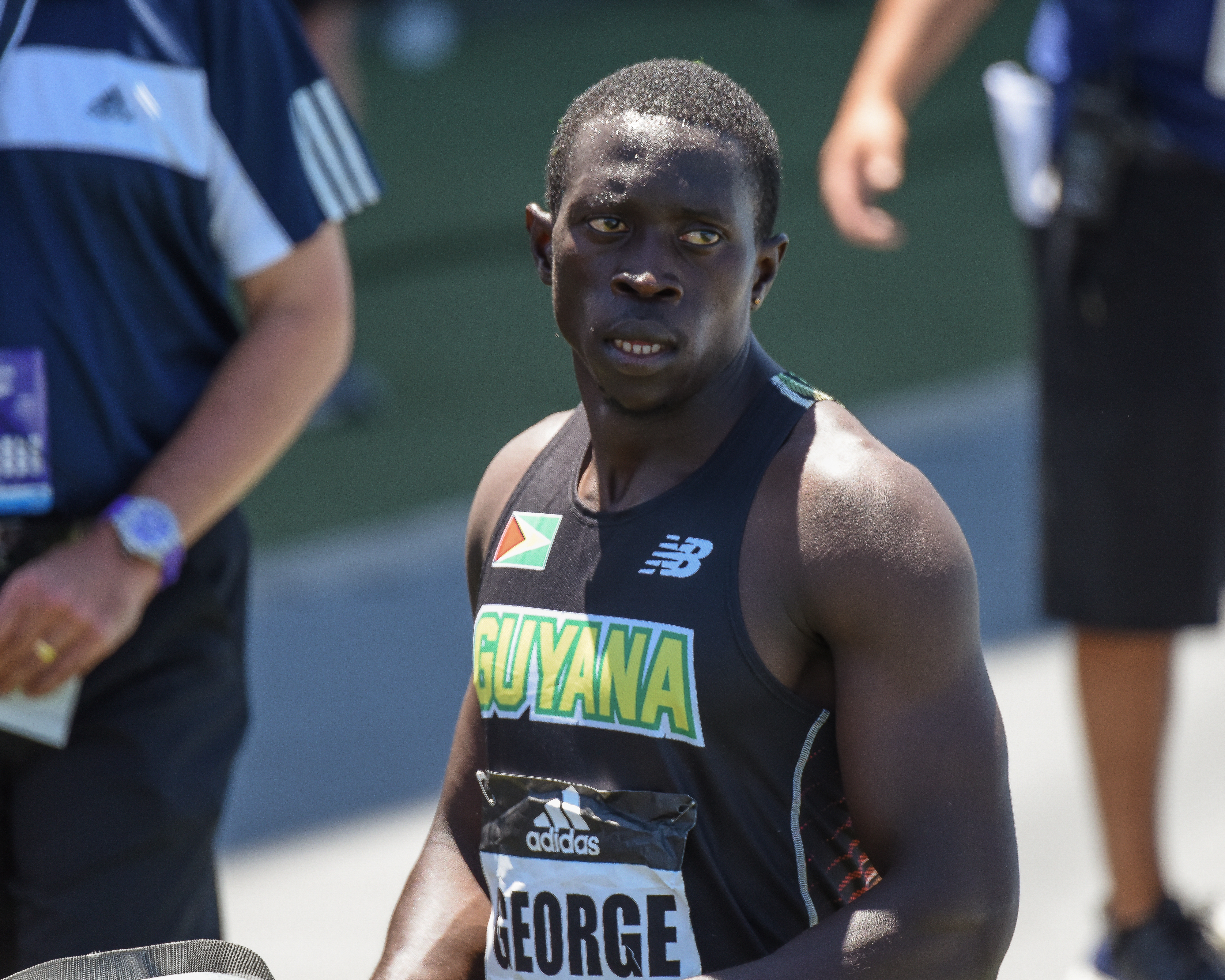
Winston George – ausgeschieden als Fünfter des sechsten Vorlaufs
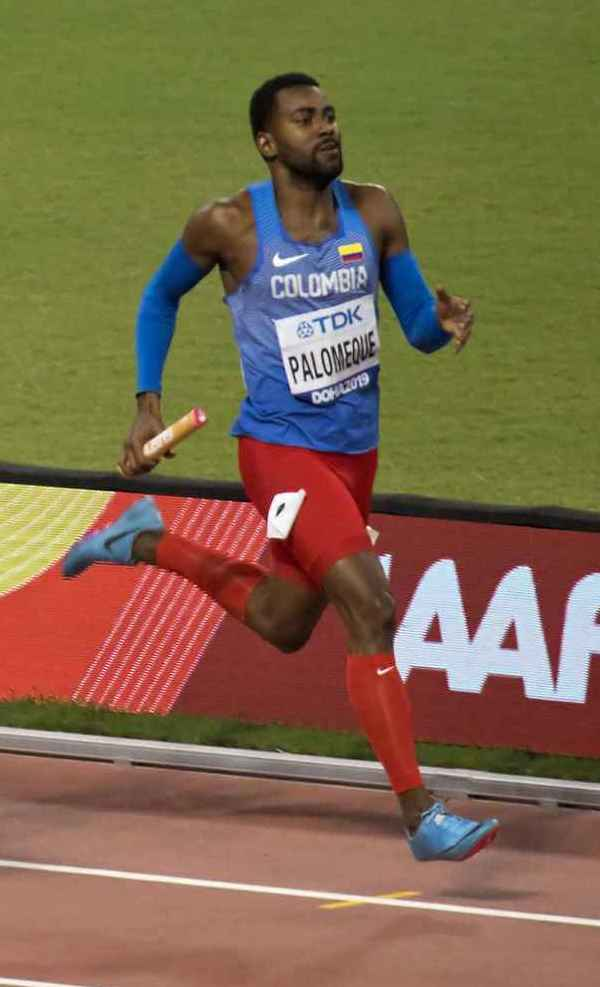
Diego Palomeque – ausgeschieden als Sechster des sechsten Vorlaufs

12. August 2016, 21.45 Uhr
| Platz | Name                 | Nation         | Zeit    | Anmerkung                                              |
| ----- | -------------------- | -------------- | ------- | ------------------------------------------------------ |
| 1     | Kirani James         | Grenada        | 44,93 s |                                                        |
| 2     | Rusheen McDonald     | Jamaika        | 45,22 s |                                                        |
| 3     | Matthew Hudson-Smith | Großbritannien | 45,26 s |                                                        |
| 4     | David Verburg        | USA            | 45,48 s |                                                        |
| 5     | Winston George       | Guyana         | 45,77 s |                                                        |
| 6     | Diego Palomeque      | Kolumbien      | 46,48 s |                                                        |
| DSQ   | Abubakar Abbas       | Bahrain        |         | Weltleichtathletikverband Regel 163.3 – Bahnübertreten |

### Vorlauf 7

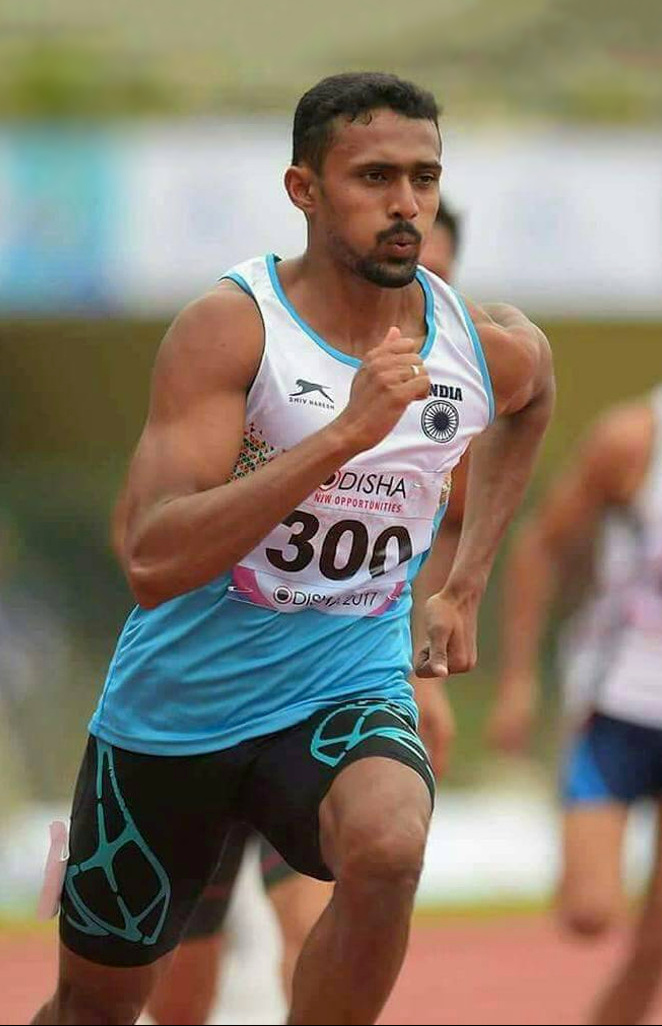
Muhammed Anas – ausgeschieden als Sechster des siebten Vorlaufs

12. August 2016, 21.53 Uhr
| Platz | Name                | Nation      | Zeit    |
| ----- | ------------------- | ----------- | ------- |
| 1     | Ali Khamis Khamis   | Bahrain     | 45,12 s |
| 2     | Steven Gardiner     | Bahamas     | 45,24 s |
| 3     | Liemarvin Bonevacia | Niederlande | 45,49 s |
| 4     | Rafał Omelko        | Polen       | 45,54 s |
| 5     | Pavel Maslák        | Tschechien  | 45,54 s |
| 6     | Muhammed Anas       | Indien      | 45,95 s |
| 7     | Orukpe Erayokan     | Nigeria     | 47,42 s |
| 8     | Yūzō Kanemaru       | Japan       | 48,38 s |

## Halbfinale
In den drei Halbfinalläufen qualifizierten sich die jeweils ersten zwei Athleten für das Finale (hellblau unterlegt). Darüber hinaus kamen die zwei Zeitschnellsten, die sogenannten Lucky Loser (hellgrün unterlegt), weiter.

### Lauf 1
13. August 2016, 20.30 Uhr
| Platz | Name                | Nation                  | Zeit    |
| ----- | ------------------- | ----------------------- | ------- |
| 1     | Kirani James        | Grenada                 | 44,02 s |
| 2     | LaShawn Merritt     | USA                     | 44,21 s |
| 3     | Karabo Sibanda      | Botswana                | 44,47 s |
| 4     | Luguelín Santos     | Dominikanische Republik | 44,71 s |
| 5     | Javon Francis       | Jamaika                 | 44,96 s |
| 6     | Nery Brenes         | Costa Rica              | 45,95 s |
| 7     | Liemarvin Bonevacia | Niederlande             | 45,03 s |
| 8     | Lalonde Gordon      | Trinidad und Tobago     | 45,13 s |

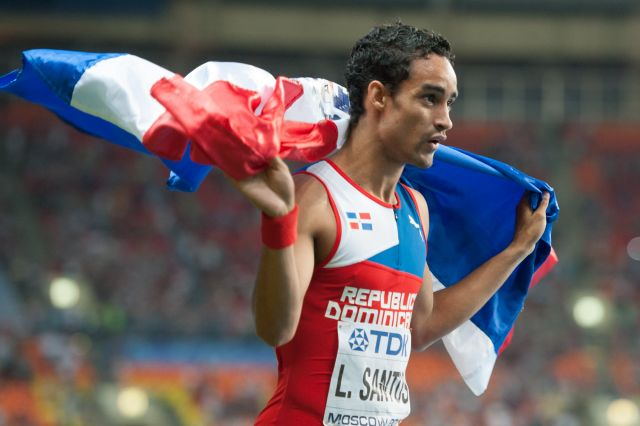
Luguelín Santos – ausgeschieden als Vierter des ersten Halbfinals

Weitere im ersten Halbfinale ausgeschiedene Läufer:

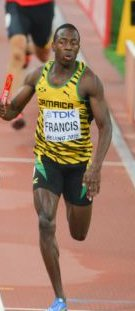
Javon Francis – Rang fünf
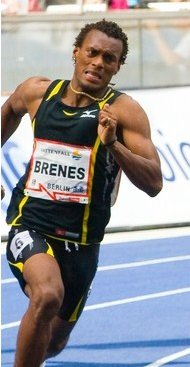
Nery Brenes – Rang sechs
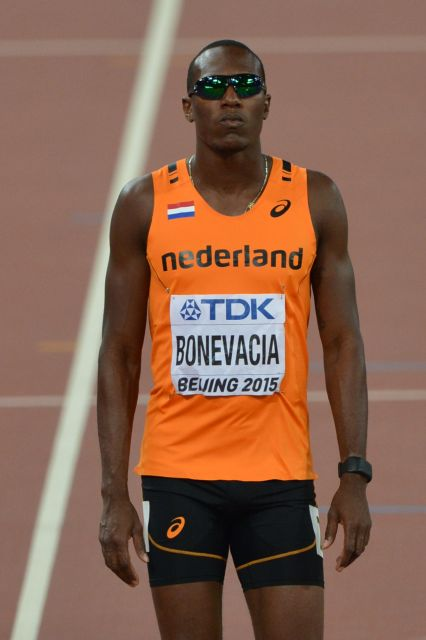
Liemarvin Bonevacia – Rang sieben
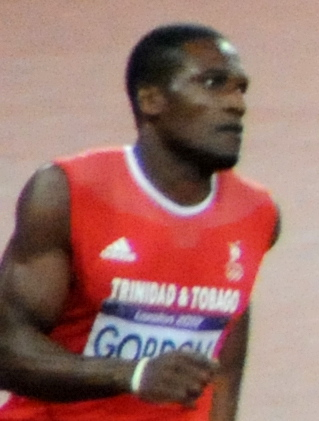
Lalonde Gordon – Rang acht

### Lauf 2
13. August 2016, 20.30 Uhr
| Platz | Name              | Nation              | Zeit    | Anmerkung |
| ----- | ----------------- | ------------------- | ------- | --------- |
| 1     | Machel Cedenio    | Trinidad und Tobago | 44,39 s |           |
| 2     | Wayde van Niekerk | Südafrika           | 44,45 s |           |
| 3     | Pavel Maslák      | Tschechien          | 45,06 s |           |
| 4     | Luka Janežič      | Slowenien           | 45,07 s | NR        |
| 5     | David Verburg     | USA                 | 45,61 s |           |
| 6     | Rusheen McDonald  | Jamaika             | 46,12 s |           |
| 7     | Abdalelah Haroun  | Katar               | 46,66 s |           |
| DNS   | Baboloki Thebe    | Botswana            |         |           |

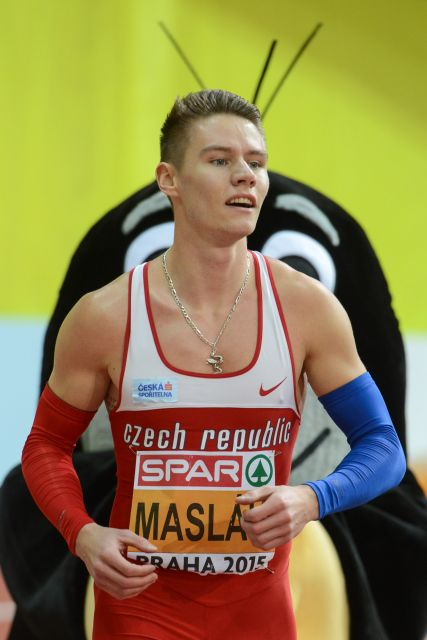
Pavel Maslák – ausgeschieden als Dritter des zweiten Halbfinals

Weitere im zweiten Halbfinale ausgeschiedene Läufer:

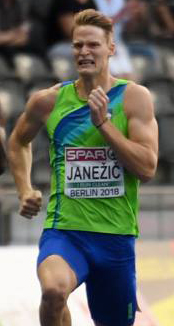
Luka Janežič – Rang vier mit slowenischem Landesrekord
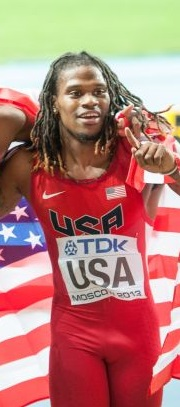
David Verburg – Rang fünf
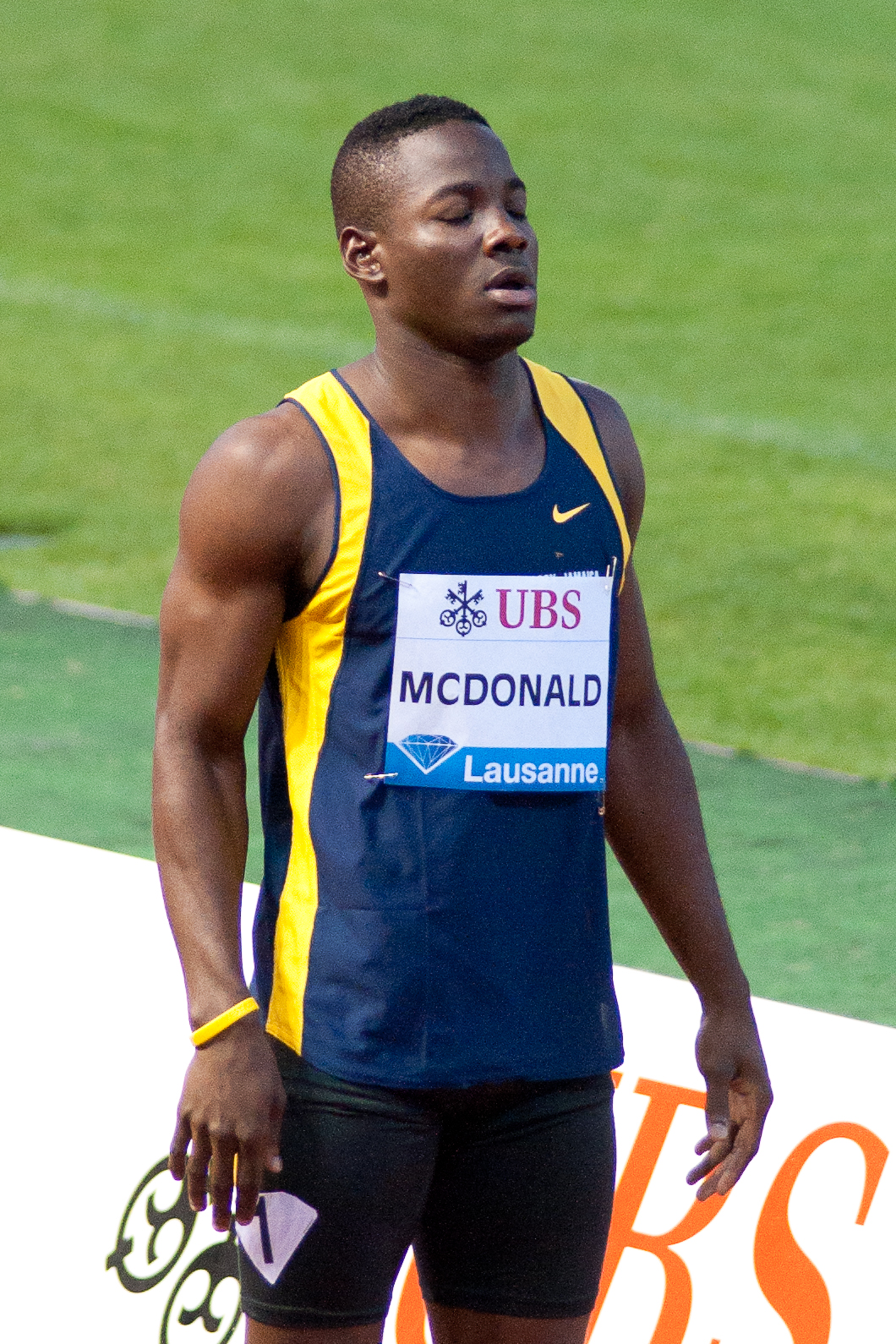
Rusheen McDonald – Rang sechs
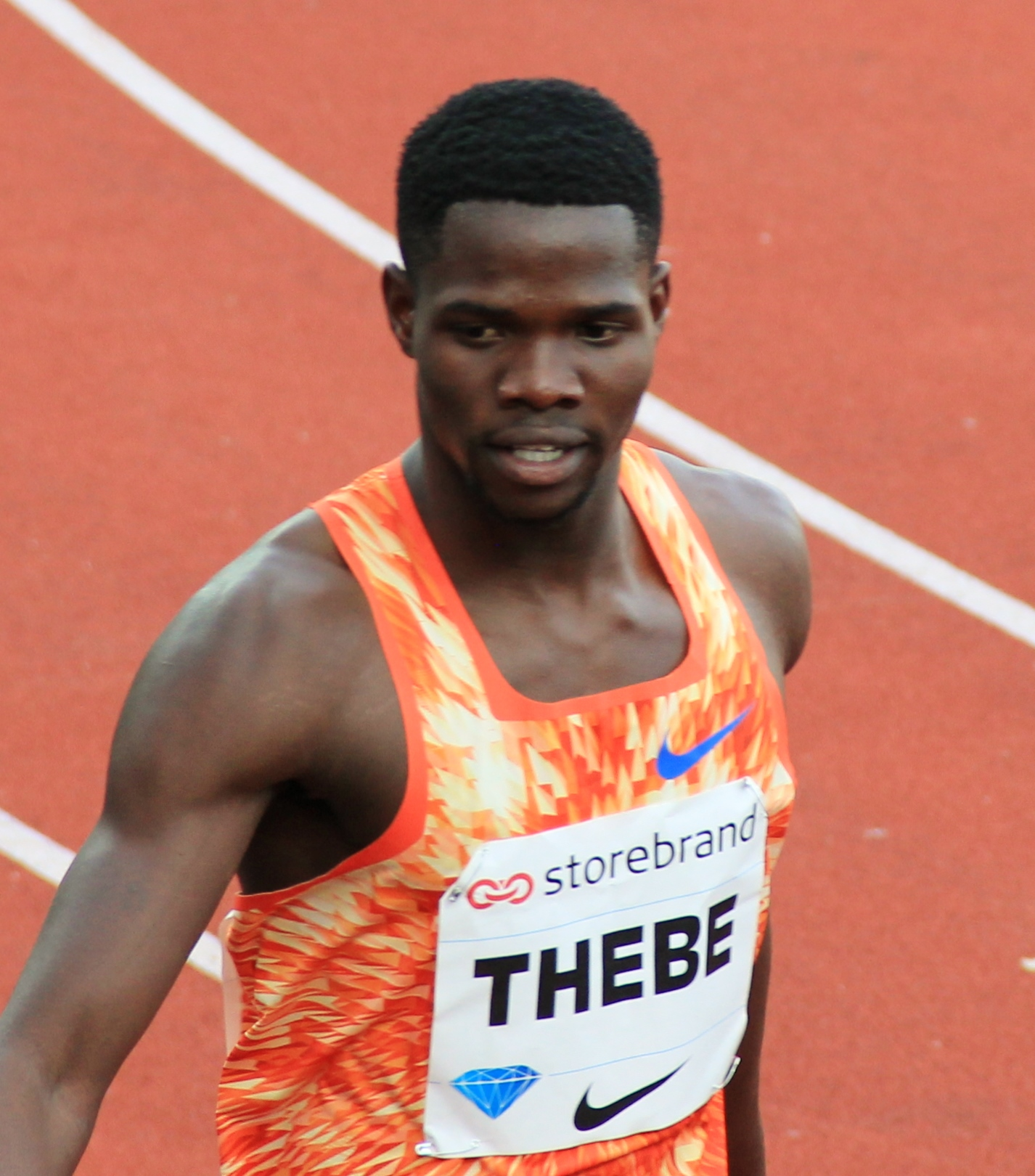
Baboloki Thebe – nicht angetreten

### Lauf 3
13. August 2016, 20.44 Uhr
| Platz | Name                 | Nation         | Zeit    | Anmerkung |
| ----- | -------------------- | -------------- | ------- | --------- |
| 1     | Bralon Taplin        | Grenada        | 44,44 s |           |
| 2     | Matthew Hudson-Smith | Großbritannien | 44,48 s |           |
| 3     | Ali Khamis Khamis    | Bahrain        | 44,49 s | NR        |
| 4     | Gil Roberts          | USA            | 44,65 s |           |
| 5     | Steven Gardiner      | Bahamas        | 44,72 s |           |
| 6     | Yoandys Lescay       | Kuba           | 45,00 s |           |
| 7     | Rafał Omelko         | Polen          | 45,28 s |           |
| 8     | Isaac Makwala        | Botswana       | 46,60 s |           |

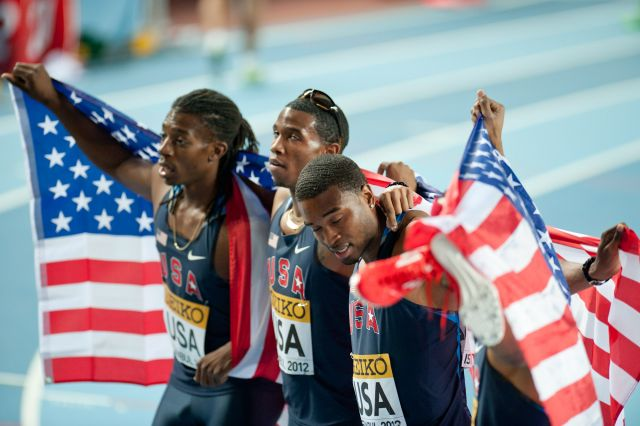
Gil Roberts (Zweiter von links) – ausgeschieden als Vierter des dritten Halbfinals

Weitere im dritten Halbfinale ausgeschiedene Läufer:

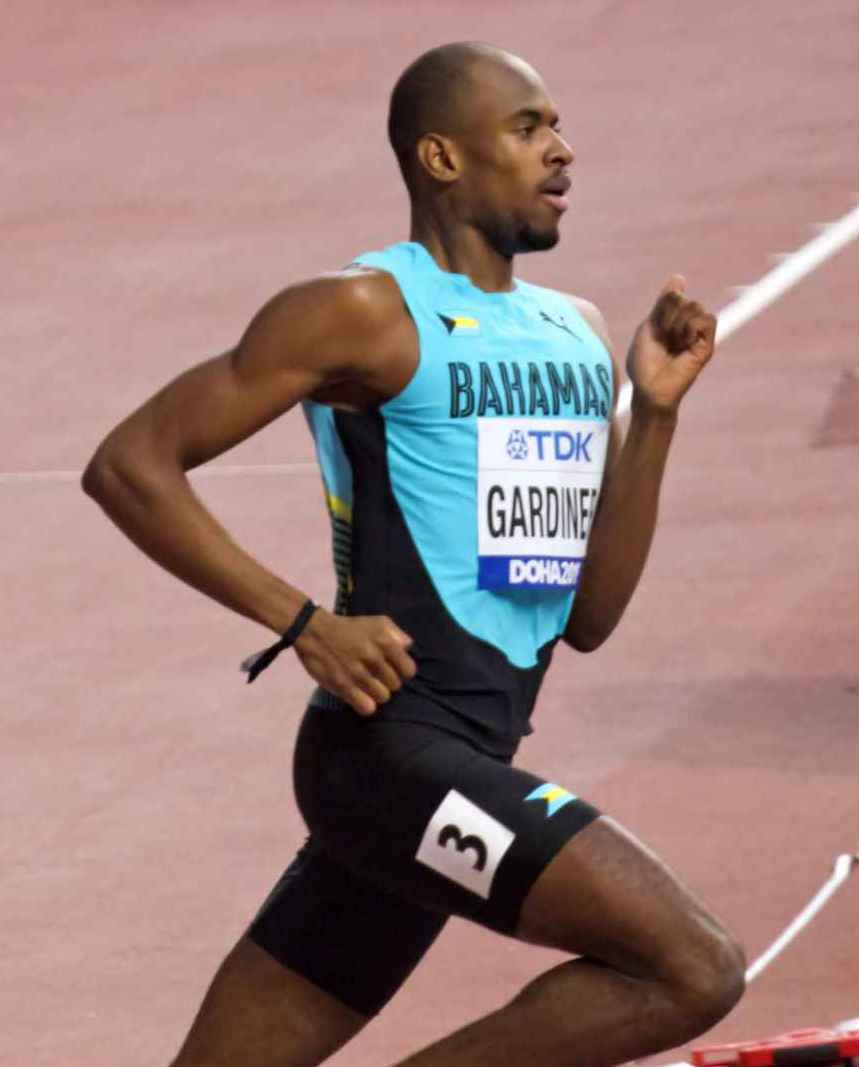
Steven Gardiner – Rang fünf
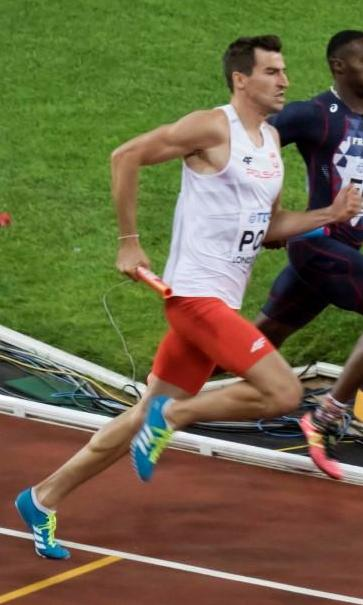
Rafał Omelko – Rang sieben
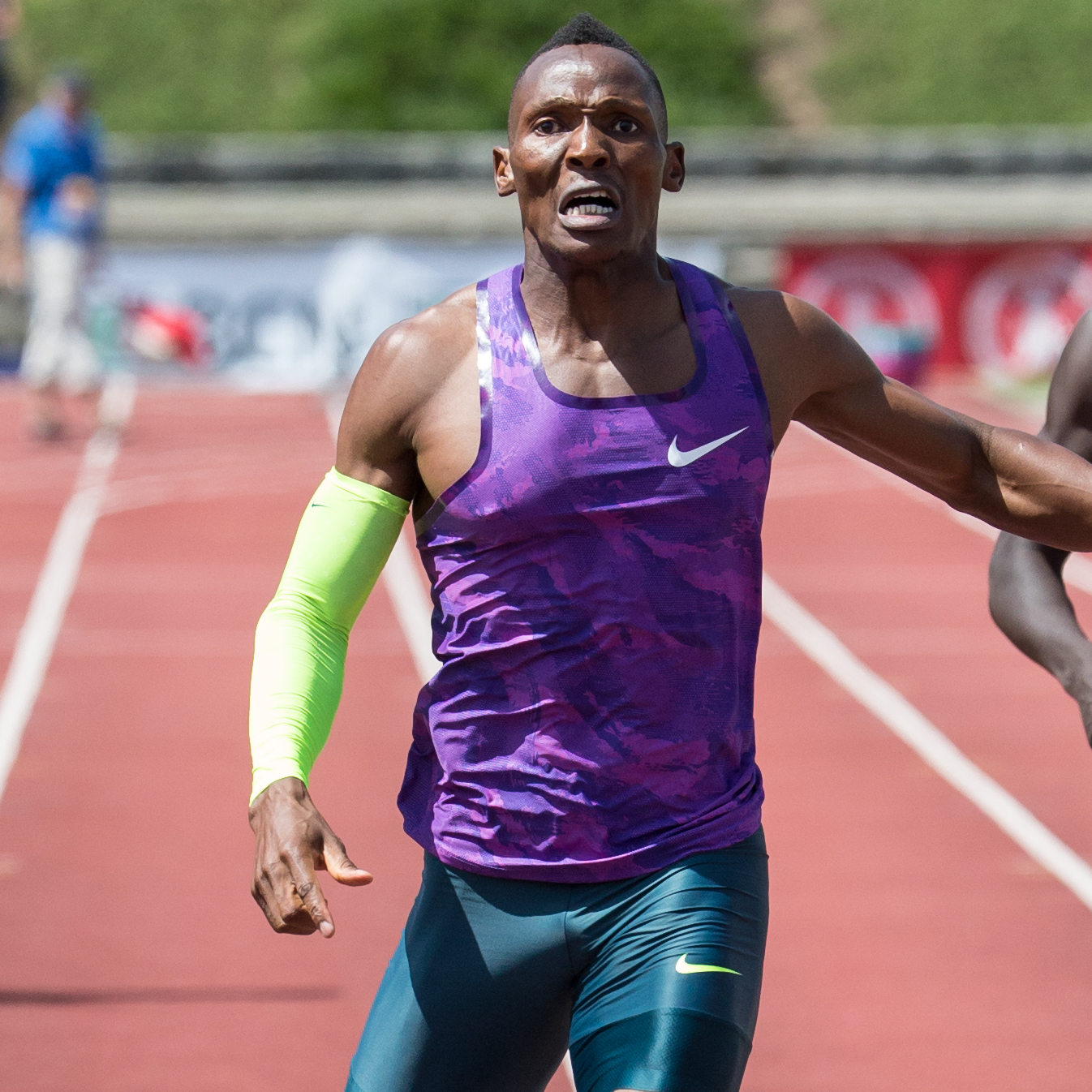
Isaac Makwala – Rang acht

## Finale
14. August 2016, 22.00 Uhr
| Platz | Name                 | Nation              | Zeit    | Anmerkung |
| ----- | -------------------- | ------------------- | ------- | --------- |
| 1     | Wayde van Niekerk    | Südafrika           | 43,03 s | WR        |
| 2     | Kirani James         | Grenada             | 43,76 s |           |
| 3     | LaShawn Merritt      | USA                 | 43,85 s |           |
| 4     | Machel Cedenio       | Trinidad und Tobago | 44,01 s | NR        |
| 5     | Karabo Sibanda       | Botswana            | 44,25 s |           |
| 6     | Ali Khamis Khamis    | Bahrain             | 44,36 s | NR        |
| 7     | Bralon Taplin        | Grenada             | 44,45 s |           |
| 8     | Matthew Hudson-Smith | Großbritannien      | 44,61 s |           |

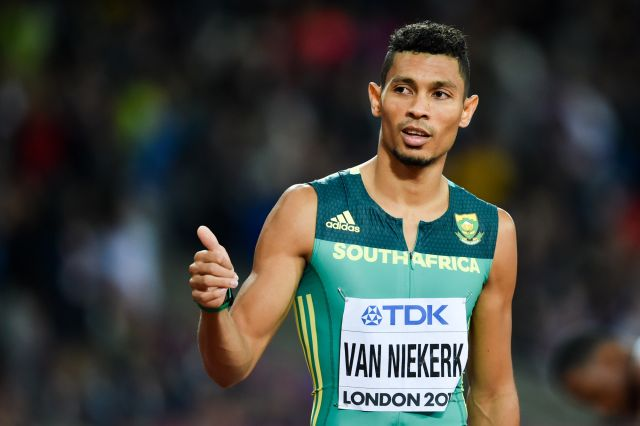
Wayde van Niekerk – Sieger über 400 Meter in neuer Weltrekordzeit

Für das Finale hatten sich gleich zwei Athleten von der Karibikinsel Grenada qualifiziert. Hinzu kamen jeweils ein Teilnehmer aus Bahrain, Botswana, Großbritannien, Südafrika, Trinidad und Tobago sowie den USA.
Favoriten des Rennens waren der südafrikanische Weltmeister Wayde van Niekerk und der Olympiasieger von 2012 Kirani James aus Grenada.
James, auf Bahn sechs gestartet, führte nach zweihundert Metern vor dem US-Athleten LaShawn Merritt auf Bahn fünf. In der Zielkurve lagen James, Merritt und van Niekerk zunächst gleichauf. Eingangs der Zielgeraden hatte sich van Niekerk einen Vorsprung herausgelaufen. Der Südafrikaner hatte das größte Stehvermögen. Merritt lag nun leicht vor James an zweiter Stelle, doch konnte der US-Amerikaner das Tempo nicht mehr halten. Van Niekerk lief in 43,03 s ins Ziel und verbesserte Michael Johnsons siebzehn Jahre alten Weltrekord um fünfzehn Hundertstelsekunden. Kirani James fing LaShawn Merritt noch ab und gewann Silber.
Das Rennen war ausgesprochen schnell. Außer dem Weltrekord wurden noch zwei weitere Landesrekorde aufgestellt.
Wayde van Niekerk gewann die erste Leichtathletikgoldmedaille für Südafrika nach zwanzig Jahren. Zugleich war er der erste Olympiasieger über 400 Meter, der auf der Außenbahn lief.

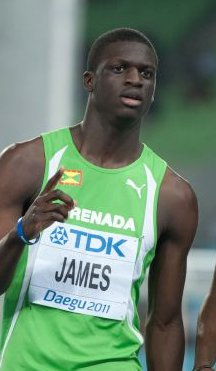
Gewinner der Silbermedaille: Kirani James
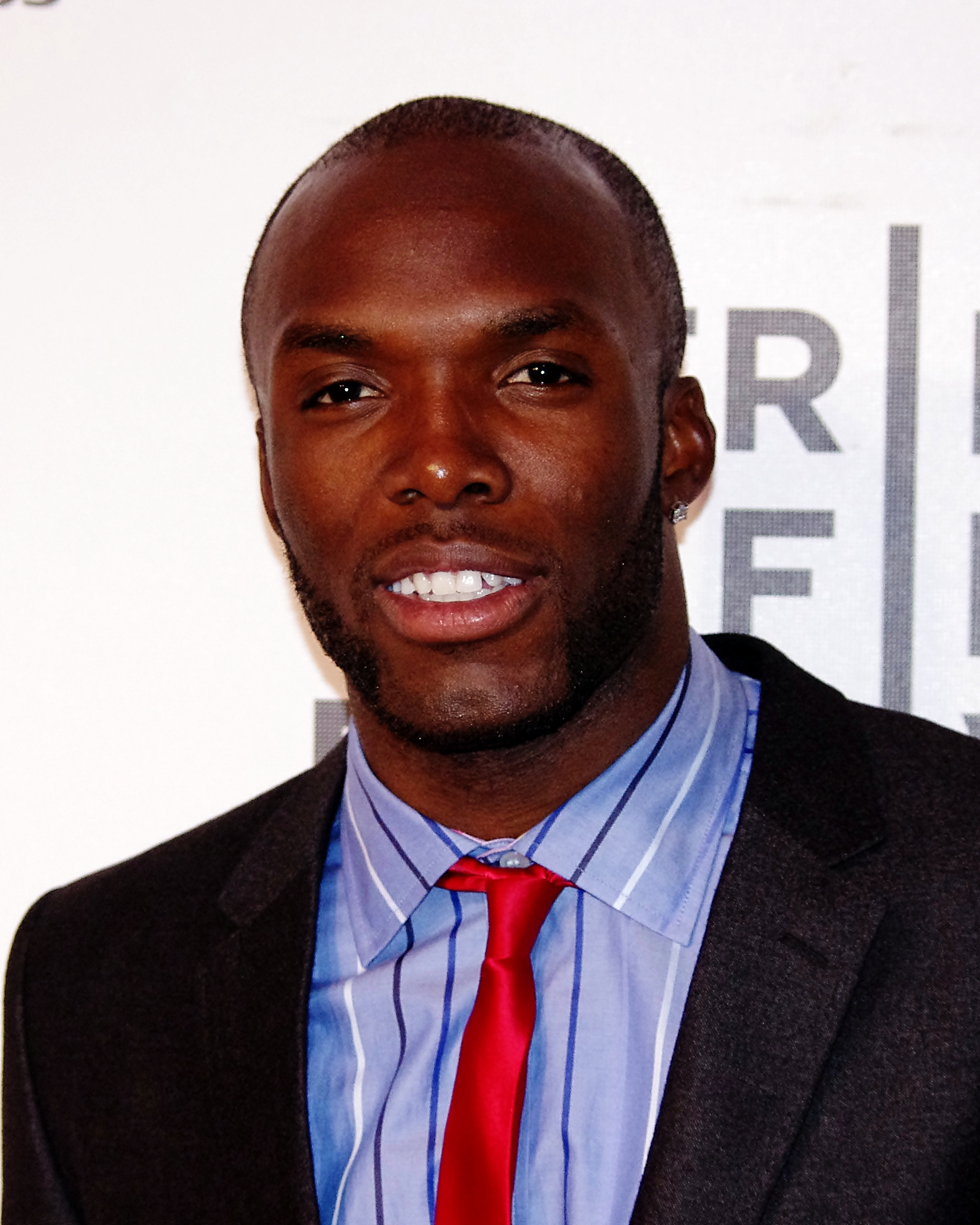
Gewinner der Bronzemedaille: LaShawn Merritt
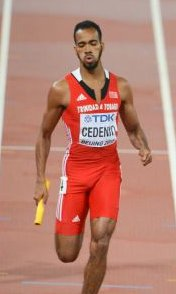
Machel Cedenio belegte Rang vier

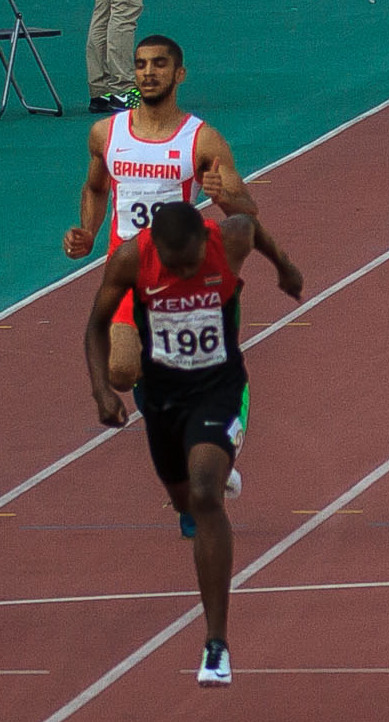
Ali Khamis (hinten links) kam auf den sechsten Platz
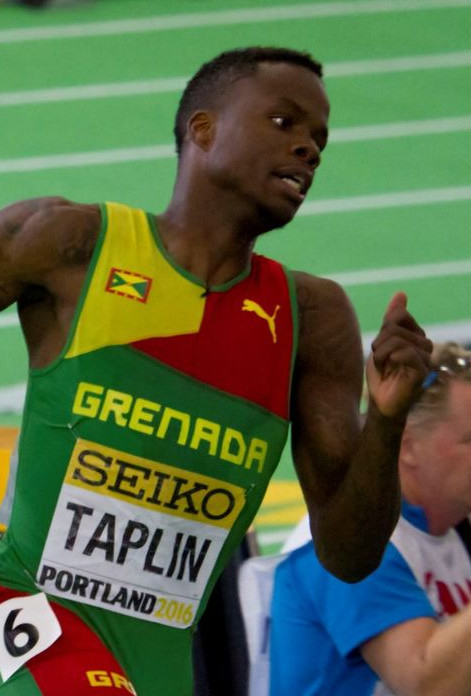
Bralon Taplin wurde Olympiasiebter
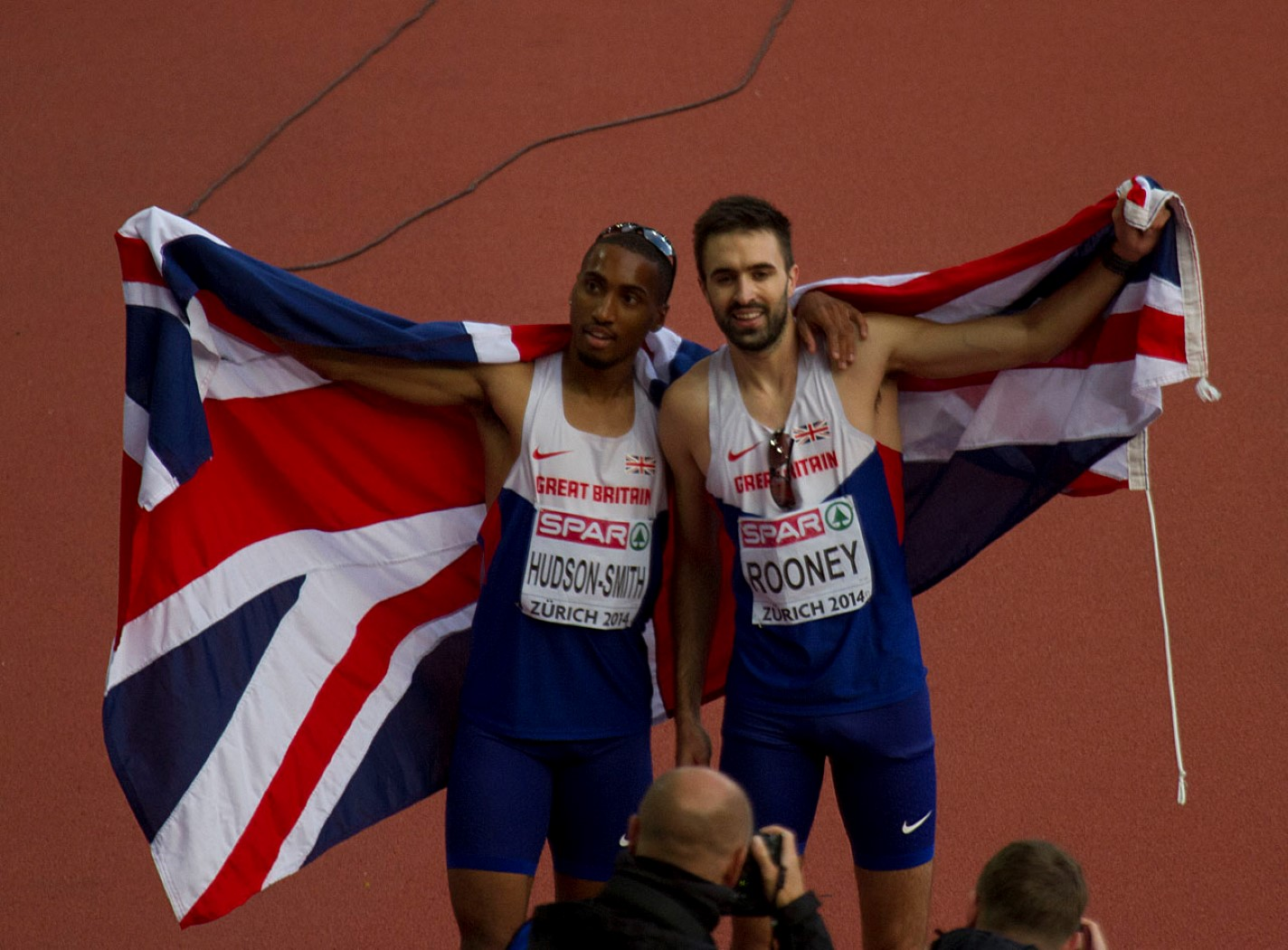
Matthew Hudson-Smith (links) erreichte im Finale Rang acht

## Video
- Rio Replay: Men's 400m Sprint Final, youtube.com, abgerufen am 26. April 2022